# Баглай, Илья Анатольевич
Илья Анатольевич Баглай (бел. Ілья Анатолевіч Баглай; род. 21 апреля 1998, Минск) — белорусский футболист, защитник клуба «Лида».

## Клубная карьера
Является воспитанником футбольного клуба «Минск». В 2016 года начал выступать за дублирующий состав «Городеи». За основную команду дебютировал 28 июля 2018 года в матче 1/16 финала Кубка Белоруссии со «Слонимом». Баглай вошёл в игру на 84-й минуте вместо Сергея Пушнякова. 3 апреля 2020 года впервые появился на поле в рамках чемпионата Белоруссии. В игре 3-го тура против «Белшины» за семь минут до окончания основного времени матча он заменил Михаила Шибуна.
В начале 2022 года проходил просмотр в «Островце» и петриковском «Шахтёре». 16 марта 2022 года перешёл в «Барановичи». Дебютировал за клуб 10 апреля 2022 года против «Осиповичей». Дебютными голами за клуб отличился 4 июня 2022 года в матче против «Слонима», отличившись дублем. Закрепился в основной команде клуба, став одним из ключевых защитников. По итогу сезона отличился 6 голами и 2 результативными передачами во всех турнирах, однако занял последнее место в чемпионате. В ноябре 2022 года покинул клуб.
В марте 2023 года футболист присоединился к «Лиде». Дебютировал за клуб 1 апреля 2023 года в матче против «Осиповичей», также отличившись дебютным забитыми голами, оформив дубль.

## Статистика выступлений

### Клубная статистика
| Выступление      | Выступление      | Выступление      | Лига | Лига | Кубки | Кубки | Конт. кубки | Конт. кубки | Итого | Итого |
| Клуб             | Лига             | Сезон            | Игры | Голы | Игры  | Голы  | Игры        | Голы        | Игры  | Голы  |
| ---------------- | ---------------- | ---------------- | ---- | ---- | ----- | ----- | ----------- | ----------- | ----- | ----- |
| Городея          | Высшая лига      | 2018             | 0    | 0    | 1     | 0     | 0           | 0           | 1     | 0     |
| Городея          | Высшая лига      | 2020             | 6    | 0    | 0     | 0     | 0           | 0           | 6     | 0     |
| Городея          | Итого            | Итого            | 6    | 0    | 1     | 0     | 0           | 0           | 7     | 0     |
| Всего за карьеру | Всего за карьеру | Всего за карьеру | 6    | 0    | 1     | 0     | 0           | 0           | 7     | 0     |